# Floyd Streete
Floyd Anthony Streete (5 mei 1959) is een Jamaicaans voormalig voetballer die als verdediger voor onder meer FC Utrecht, SC Cambuur & Wolverhampton Wanderers speelde.

## Clubcarrière
Floyd Streete startte zijn carrière bij Cambridge United, waar hij totaal 7 seizoenen zou spelen. Hij verkaste daarna naar FC Utrecht, om vervolgens naar SC Cambuur te gaan. Daarna speelde hij nog voor Derby County en Wolverhampton Wanderers. Hij sloot zijn carrière af bij Leighton Town.